# Yordan Yordanov (piragüista)
Yordan Petrov Yordanov –en búlgaro, Йордан Петров Йорданов– (Varna, 9 de junio de 1981) es un deportista búlgaro que compitió en piragüismo en la modalidad de aguas tranquilas. Ganó una medalla de bronce en el Campeonato Mundial de Piragüismo de 2002, y una medalla de bronce en el Campeonato Europeo de Piragüismo de 2002.

## Palmarés internacional
| Campeonato Mundial | Campeonato Mundial | Campeonato Mundial | Campeonato Mundial |
| Año                | Lugar              | Medalla            | Competición        |
| ------------------ | ------------------ | ------------------ | ------------------ |
| 2002               | Sevilla (España)   | Medalla de bronce  | K4 1000 m          |
| Campeonato Europeo |                    |                    |                    |
| Año                | Lugar              | Medalla            | Competición        |
| 2002               | Szeged (Hungría)   | Medalla de bronce  | K4 1000 m          |